# Cañón de Mármol
El cañón de Mármol es la sección del cañón del río Colorado al norte de Arizona desde el Ferry de Lee hasta la confluencia con el río pequeño Colorado, que marca el inicio del Cañón del Colorado.
El Ferry de Lee es un punto de embarque para los que hacen recorridos por el río a través del Gran Cañón. El cañón de Mármol es muy conocido por el puente Navajo, en donde la interestatal 89A crusa el río Colorado.
El cañón del Mármol también señala el límite de inicio del nación Navajo.  

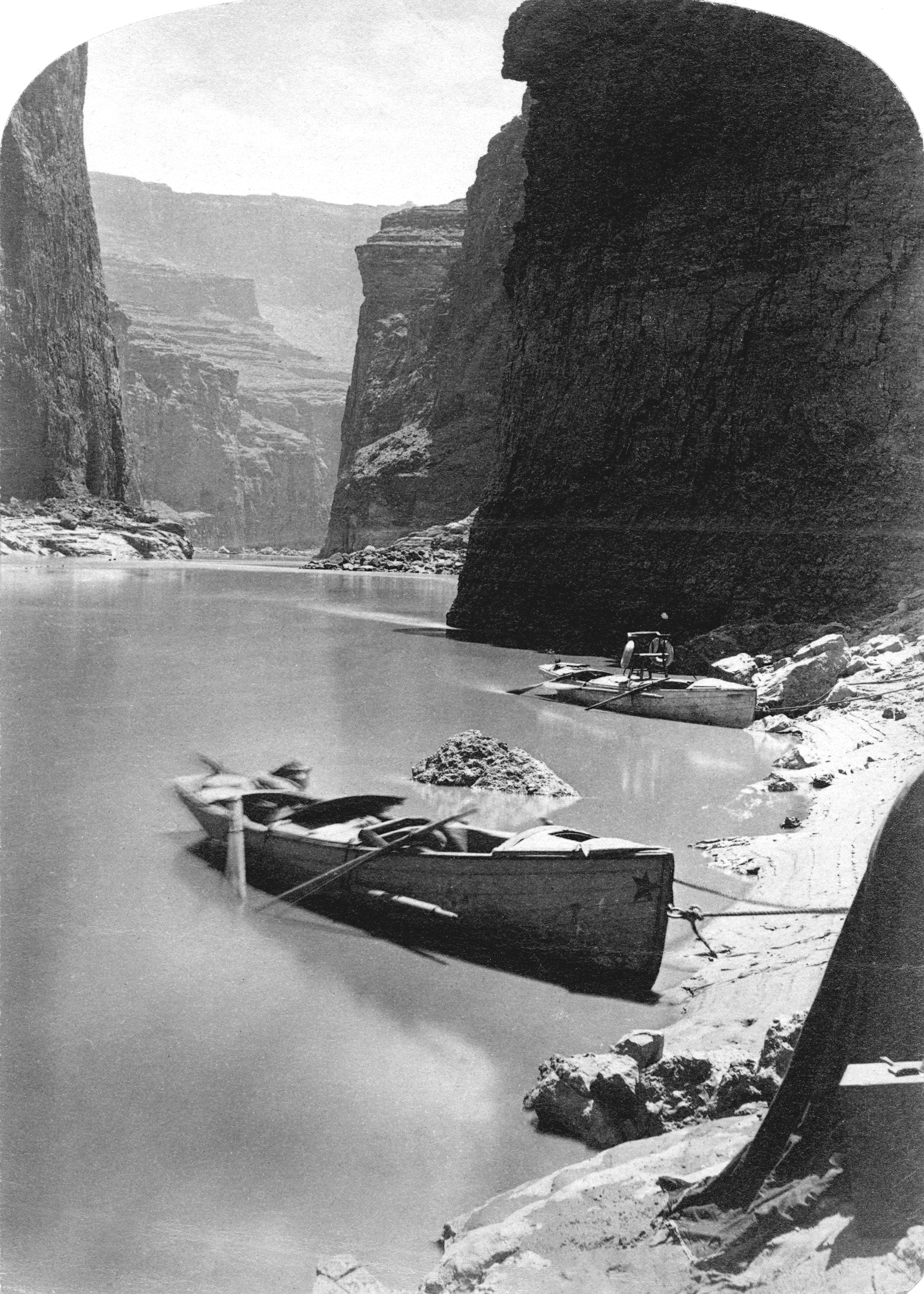
Segunda expedición de John Wesley Powell en el cañón de Mármol